# Amadou Konare
El Teniente Amadou Konare es uno de los líderes y portavoz de la Comisión Nacional para la Restauración de la Democracia y el Estado que obligó a la salida del presidente Amadou Toumani Touré después del Golpe de Estado en Malí de 2012.